# NGC 4473
NGC 4473 je eliptična galaktika u zviježđu Berenikinoj kosi. Spada u Markarianov lanac, skupinu od najmanje sedam poredanih galaktika u skupu Djevici.

## Vanjske poveznice
- (engl.) SEDS: NGC 4473
- (engl.) Revidirani Novi opći katalog
- (engl.) Izvangalaktička baza podataka NASA-e i IPAC-a
- (engl.) Astronomska baza podataka SIMBAD
- (engl.) VizieR